# Росохи (Опатовський повіт)
Росохи (пол. Rosochy) — село в Польщі, у гміні Опатув Опатовського повіту Свентокшиського воєводства.
Населення — 149 осіб (2011).
У 1975-1998 роках село належало до Тарнобжезького воєводства.

## Демографія
Демографічна структура на день 31 березня 2011 року:
|          | Загалом | Допрацездатний вік | Працездатний вік | Постпрацездатний вік |
| -------- | ------- | ------------------ | ---------------- | -------------------- |
| Чоловіки | 66      | 13                 | 41               | 12                   |
| Жінки    | 83      | 16                 | 39               | 28                   |
| Разом    | 149     | 29                 | 80               | 40                   |